# Antoni Marian Rusiecki
Antoni Marian Rusiecki (ur. 23 marca 1892 w Bodzechowie, zm. 17 listopada 1956 w Warszawie) – polski matematyk; dydaktyk oraz wydawca. Autor wielu podręczników do matematyki dla szkół podstawowych.

## Życiorys
Urodził się w rodzinie Jana i Kazimiery z Habrowskich (zm. 1925). Ukończył w 1916 studia matematyczne na uniwersytecie w Kijowie. Był nauczycielem w gimnazjum polskim w Kijowie (1916–1919), następnie w Seminarium Nauczycielskim w Białymstoku (1919–1922). W okresie 1922–1939 był instruktorem matematyki w Ministerstwie Wyznań Religijnych i Oświecenia Publicznego. Od 1931 pisał podręczniki do matematyki dla szkół podstawowych – sam lub wraz z Wacławem Schayerem czy Adamem Zarzyckim. Z jego podręczników uczyły się pokolenia młodych Polaków.
W czasie okupacji nauczał na tajnych kompletach.
Po wojnie pracował w wydawnictwach oraz wykładał metodykę nauczania matematyki na Uniwersytecie Warszawskim.
Współzałożyciel czasopisma dla nauczycieli „Matematyka”, ukazującego się od 1948. Organizator olimpiad matematycznych.
Był mężem Natalii z Agapów (zm. 1960), mieli syna Jana (1926–2015), powstańca warszawskiego, profesora UW, oraz córkę.
Zmarł w Warszawie, pochowany na cmentarzu Powązkowskim (kwatera 229 przed-1-26).

## Publikacje
Niektóre publikacje (niemal wszystkie miały różne wydania i edycje):
- Arytmetyka z geometrią
- seria Arytmetyka 1-6
- seria Matematyka dla klas (od 4 do 7)
- Metodyka arytmetyki i geometrii w pierwszych latach nauczania
- Geometria elementarna: Dla klasy IX
- Trygonometria dla klasy X i XI
- Śladami Pitagorasa: rozrywki matematyczne

## Ordery i odznaczenia
- Krzyż Kawalerski Orderu Odrodzenia Polski (13 lipca 1954)[6]
- Medal 10-lecia Polski Ludowej (15 stycznia 1955)[7]